# Tribunal judiciaire de Vesoul
Le tribunal judiciaire de Vesoul est une juridiction française de première instance et de droit commun compétente pour le département de la Haute-Saône. Unique tribunal judiciaire du département, le tribunal judiciaire est implanté au sein du palais de justice de Vesoul, situé place du Palais à Vesoul.
La juridiction d'appel compétente pour connaitre des jugements du tribunal judiciaire de Vesoul est la cour d'appel de Besançon.

## Historique

### Les anciens tribunaux
Place judiciaire depuis le XVIIe siècle (création du présidial de Vesoul en 1696), Vesoul fut par la suite siège d'un tribunal de district puis d'un tribunal de grande instance.

### Le tribunal judiciaire de Vesoul
Le tribunal judiciaire de Vesoul est né en 2020 de la fusion du tribunal de grande instance de Vesoul et du tribunal d'instance de Lure, à la suite de l'institution de la Loi de programmation 2018-2022 et de réforme pour la justice. Vesoul, en tant que préfecture du département a été choisi pour être siège du tribunal judiciaire. Le palais de justice a pour se faire été agrandi et rénové pendant cinq années, entre 2015 et 2020, afin de pouvoir héberger le nouveau tribunal.
En 2021, 11 147 procédures judiciaires ont été enregistrées en Haute-Saône.

## Chefs de juridiction

### Présidents
- 2020 - 2021 : Claire-Marie Casanova[5]
- 2021 - 2024 : Hervé Henrion[6]
- depuis 2024 : Violaine Hamidi[7]

### Procureurs
- 2020 - 2021 : Emmanuel Dupic[8]
- depuis 2021 : Arnaud Grécourt